# Lincoln Center for the Performing Arts
Pour les articles homonymes, voir Lincoln Center.

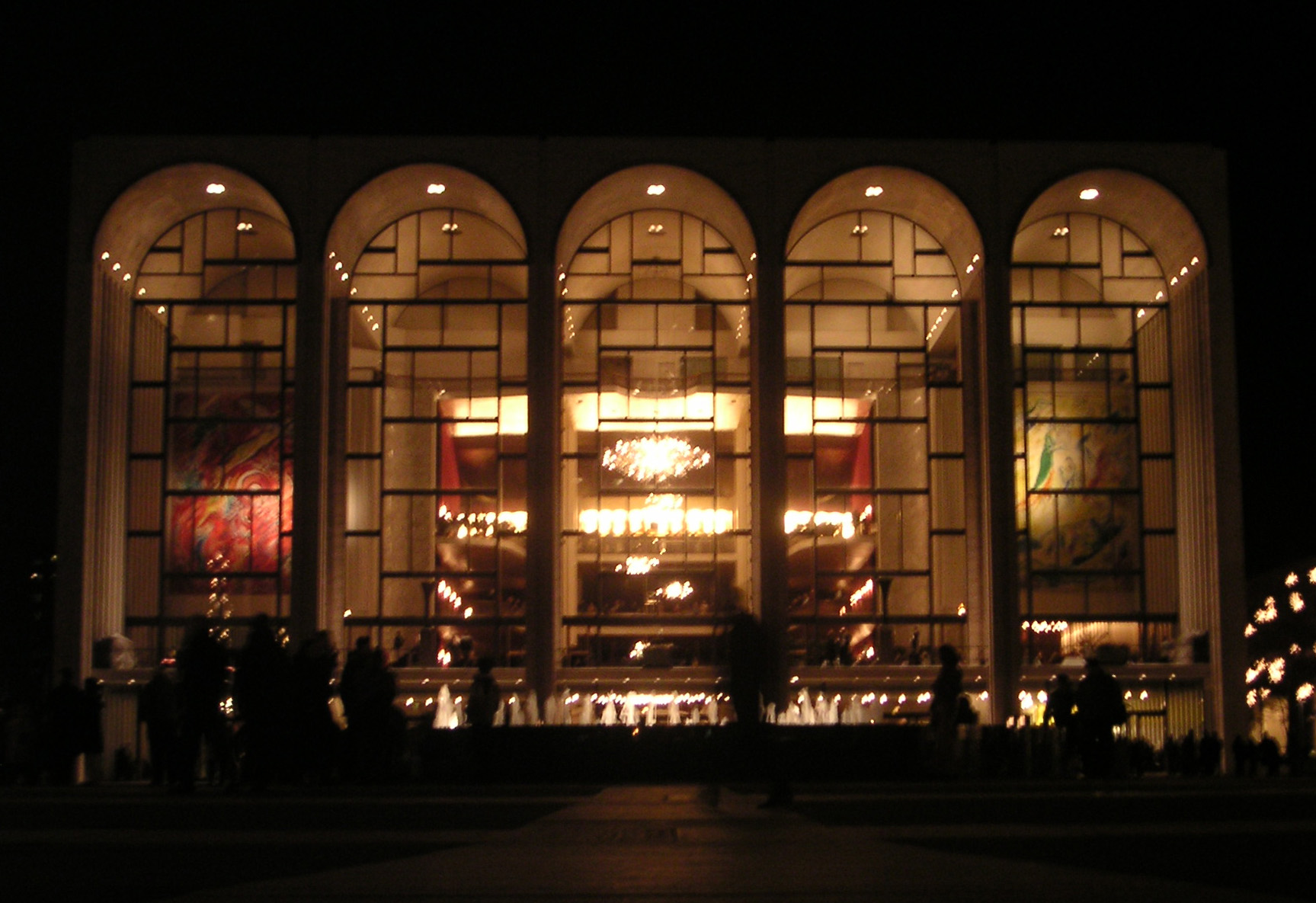
Metropolitan Opera

Le Lincoln Center for the Performing Arts est un centre culturel de New York, où sont basées une douzaine de compagnies artistiques. Situé dans l'arrondissement de Manhattan au sud de l'Upper West Side, il a été construit dans les années 1960 et fait partie d'un plan de rénovation urbaine conçu par Robert Moses. Le complexe occupe six hectares entre Broadway et Amsterdam Avenue, de la 62e à la 68e rue. C'est la première tentative effectuée dans une ville américaine pour rassembler ainsi plusieurs institutions culturelles majeures.

## Quelques chiffres
Aujourd'hui, le Lincoln Center est un complexe culturel de dix-neuf salles, qui emploie 8 000 salariés et a un budget de 450 millions de dollars par an. Il est fréquenté par 4,7 millions de spectateurs par an.

## Bâtiments

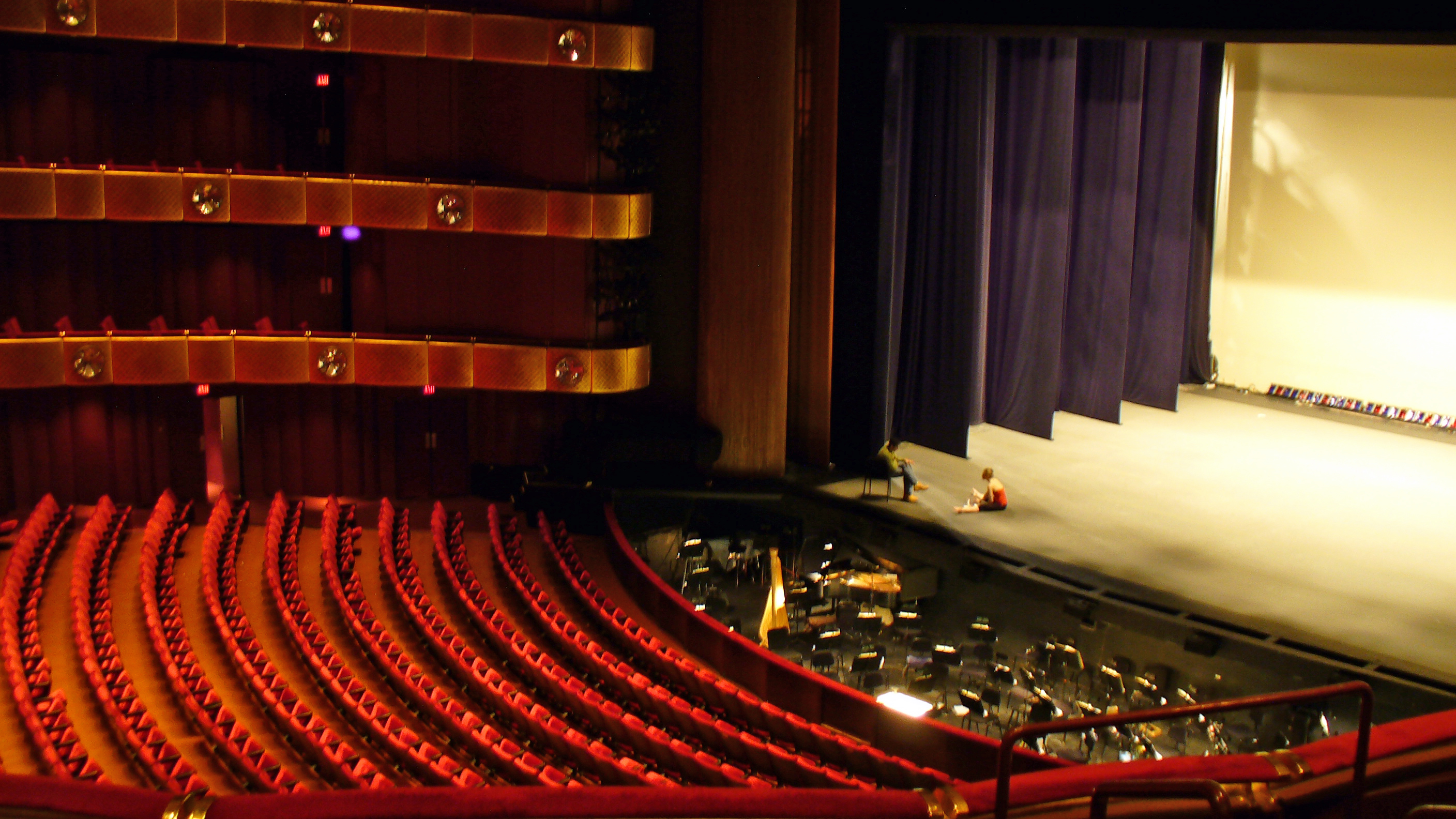
New York State Theater

Autour du Damrosch Park, on trouve les bâtiments suivants :
- Metropolitan Opera House
- David H. Koch Theater
- David Geffen Hall
- Alice Tully Hall
- Vivian Beaumont Theater
- Mitzi E. Newhouse Theater
- Juilliard School
- Walter Reade Theater
- New York Public Library for the Performing Arts

Certains de ces lieux ont changé de nom : le Mitzi E. Newhouse Theater était autrefois connu sous le nom de Forum, et l'Avery Fisher Hall était auparavant le Philharmonic Hall. Les places ont souvent été baptisées en l'honneur des mécènes du centre : Paul Milstein Plaza, Julian Robertson Plaza.
- Jazz at Lincoln Center, bien que faisant partie du Lincoln Center, se trouve dans le Frederick P. Rose Hall au Time Warner Center près de Columbus Circle.

## Compagnies
Liste des compagnies et institutions ayant leur siège au Lincoln Center :
- The Chamber Music Society of Lincoln Center
- The Film at Lincoln Center, anciennement Film Society of Lincoln Center (sponsor du festival du film de New York)
- Jazz at Lincoln Center
- La Juilliard School
- Lincoln Center for the Performing Arts, Inc., également connu sous le nom de « Lincoln Center Presents »
- Lincoln Center Theater
- Le Metropolitan Opera
- New York City Ballet
- New York City Opera
- Orchestre philharmonique de New York
- The New York Public Library for the Performing Arts
- School of American Ballet

## Architecture
Liste des architectes ayant contribué à la construction du Lincoln Center : 
- Max Abramovitz
- Pietro Belluschi
- Gordon Bunshaft
- Wallace Harrison
- Philip Johnson
- Eero Saarinen
- Lucas Saunalouz
- David Hernandouz